# Hadesarchaea
Hadesarchaea, llamada inicialmente SAGMEG (South-African Gold Mine Miscellaneous Euryarchaeal Group), es una clase de arqueas termófilas basidófilas que se encuentran en minas profundas, aguas termales y otros ambientes subterráneos.

## Nomenclatura
Estas arqueas fueron inicialmente llamadas South-African Gold Mine Miscellaneous Euryarchaeal Group (SAGMEG) debido a su lugar inicial de descubrimiento. El nombre Hadesarchaea fue propuesto por Baker et al. en 2016, referencia al dios griego del inframundo.

## Genoma
La secuenciación escopeta ha revelado que el genoma de Hadesarchaea es de aproximadamente 1,5 pares de megabases de tamaño, aproximadamente 0,5 Mbps más pequeño que la mayoría de arqueas.

## Hábitat y metabolismo
Estos microbios fueron descubiertos por primera vez en una mina de oro en Sudáfrica a una profundidad de aproximadamente 3 km, donde son capaces de vivir sin oxígeno y sin luz. Fueron encontrados más tarde también en el White Oak River estuario en Carolina del Norte y en el Cueva Baja Culex en el parque nacional de Yellowstone. Estas áreas son de aproximadamente 70 °C (158 °F) y sumamente alcalinas.
Hadesarchaea son las únicas arqueas conocidas que pueden convertir monóxido de carbono y agua en dióxido de carbono y oxígeno, produciendo hidrógeno como subproducto.  De otra manera, son similares a otras bacterias anaeróbicas y otras Methanobacteriota. La investigación inicial sugiere que estos organismos también están involucrados en procesos importantes geoquímicos.